# マイアミ (カクテル)
マイアミとは、ラムをベースとするカクテルであり、ショートドリンク（ショートカクテル）に分類される。なお、このカクテルは、日本でレシピが混乱しているカクテルの1つであり、その説明のために、マイアミ・ビーチについても本稿で解説する。

## 標準的なレシピ
- ラム（ホワイト） ： ホワイト・ペパーミント ＝ 2：1
- レモン・ジュース ＝ 2分の1tsp

### 作り方
ホワイト・ラム

、
ホワイト・ペパーミント、レモン・ジュースをシェークし、カクテル・グラス（容量75〜90ml程度）に注げば完成である。なお、レモンジュースは、その場でレモンを絞ったものを使用するのがベストであるが、市販のジュースを用いても良い。

### 備考
飲む人の好みによってラムとホワイト・ペパーミントの比率や、レモン・ジュースの量を変えることがある

。
このことについては他の一般的なカクテルと同様なので、特筆に価しない。ただし、日本においてはレシピが混乱しているので、バーなどで注文しても上記のレシピとは全く違ったレシピのカクテルが出てくることがある。これは、日本においては、別のレシピのマイアミも十分に市民権を得てしまっていることが原因だ。マイアミの場合、何も言わなければ、別なレシピのマイアミが供されても、日本では注文を間違ったことにはならない。よって、バーなどでマイアミを注文する際、使って欲しいリキュールが決まっている場合は、レシピの確認が必要となる。

レシピの混乱の具体的内容については、「日本でのレシピの混乱」の節を参照のこと。

## マイアミとX・Y・Zとマイアミ・ビーチ
- マイアミに関する基本情報は、既述の通り。
- X・Y・Zに関する基本情報は、「X・Y・Z」の記事を参照のこと。

### マイアミ・ビーチについて
まずは、マイアミ・ビーチについての説明から始めたい。マイアミ・ビーチとは、ラムをベースとするカクテルであり、ショートドリンクに分類される。

#### 標準的なレシピ
- ラム（ホワイト） ： コアントロー ＝ 2：1
- レモン・ジュース ＝ 2分の1tsp

##### 作り方
ホワイト・ラム、コアントロー、レモン・ジュースをシェークし、カクテル・グラス（容量75〜90ml程度）に注げば完成である。なお、レモンジュースは、その場でレモンを絞ったものを使用するのがベストであるが、市販のジュースを用いても良い。

##### 備考
- コアントローの代わりに、ホワイト・キュラソーやトリプル・セックを用いても良い。
- 上記のレシピと同じ材料で、その割合を変えると、X・Y・Zというカクテルになってしまう。

### 日本でのレシピの混乱
日本において、マイアミとマイアミ・ビーチは、それぞれがX・Y・Zの材料の割合を変更したカクテルだと説明されることがある。すなわち、マイアミが、「ラム（ホワイト） ： コアントロー ＝ 2：1 、レモン・ジュース ＝ 2分の1〜1tsp」というレシピとされることもあれば、マイアミ・ビーチが、「ラム（ホワイト） ： コアントロー ＝ 2：1 、レモン・ジュース ＝ 2分の1〜1tsp」というレシピとされることもあるのである。参考までに、X・Y・Zの標準的なレシピは、「ラム（ホワイトを使っても良い） ： コアントロー ： レモン・ジュース ＝ 2：1：1」である。なお、キュラソー系のリキュール（コアントロー、ホワイト・キュラソー、トリプル・セックなど）というものは基本的に相互に代用が可能なので、コアントローの代わりに、ホワイト・キュラソーやトリプル・セックを使用しても問題ないという点も共通する。
つまり、日本においてマイアミは、「ラム（ホワイト） ： ホワイト・ペパーミント ＝ 2：1 、レモン・ジュース ＝ 2分の1tsp」というレシピだと紹介される

こともあれば、「ラム（ホワイト） ： コアントロー ＝ 2：1 、レモン・ジュース ＝ 2分の1〜1tsp」というレシピで紹介される

こともあるのだ。また、場合によっては、マイアミは、キュラソー系のリキュールを使っても、ホワイト・ペパーミントを使っても、どちらでも良いと紹介される

こともあるのである。
逆に、マイアミ・ビーチは、基本的に「ラム（ホワイト） ： コアントロー ＝ 2：1 、レモン・ジュース ＝ 2分の1tsp」というレシピだと紹介される

。
そして、マイアミ・ビーチにミント系リキュールが使用されることはない。

### 国際的な扱い
国際的に標準とされているマイアミは、「ラム（ホワイト） ： ホワイト・ペパーミント ＝ 2：1 、レモン・ジュース ＝ 2分の1tsp」というレシピである

。

### まとめ
やや、ややこしいので、簡単にマイアミとX・Y・Zとマイアミ・ビーチの関係について整理しておく。「ラム（ホワイト） ： ホワイト・ペパーミント ＝ 2：1 、レモン・ジュース ＝ 2分の1tsp」これを、レシピAとして、「ラム（ホワイト） ： コアントロー ＝ 2：1 、レモン・ジュース ＝ 2分の1〜1tsp」これを、レシピBとし、「ラム（ホワイト） ： コアントロー ＝ 2：1 、レモン・ジュース ＝ 2分の1tsp」これを、レシピB'とする。
この時、
- マイアミについて
  - 国際的には、レシピAが標準とされる。
  - 日本では、レシピA、レシピBのどちらでも作られることがある。
  - 国際的には、レシピBでは作られないため、X・Y・Zとは全く違ったカクテルとなる。
  - 日本では、レシピBで作られることもあるため、X・Y・Zと同じ材料で比率が変わっただけと説明されることがある。
- マイアミ・ビーチについて
  - 標準とされるレシピは、レシピB'である。
  - レシピB'で作られるため、X・Y・Zと同じ材料で比率が変わっただけと説明されることがある。